# Gboly Ariyibi
Omogbolahan Gregory Ariyibi, meglio noto come Gboly Ariyibi (Arlington, 18 gennaio 1995), è un calciatore statunitense, di origini nigeriane, centrocampista svincolato.

## Caratteristiche tecniche
È un esterno destro.

## Statistiche

### Presenze e reti nei club
Statistiche aggiornate al 27 febbraio 2020.
| Stagione            | Squadra             | Campionato          | Campionato | Campionato | Coppe nazionali | Coppe nazionali | Coppe nazionali | Coppe continentali | Coppe continentali | Coppe continentali | Altre coppe | Altre coppe | Altre coppe | Totale | Totale |
| Stagione            | Squadra             | Comp                | Pres       | Reti       | Comp            | Pres            | Reti            | Comp               | Pres               | Reti               | Comp        | Pres        | Reti        | Pres   | Reti   |
| ------------------- | ------------------- | ------------------- | ---------- | ---------- | --------------- | --------------- | --------------- | ------------------ | ------------------ | ------------------ | ----------- | ----------- | ----------- | ------ | ------ |
| 2013-mar. 2014      | Leeds United        | FLC                 | 2          | 0          | FACup+CdL       | 0               | 0               | -                  | -                  | -                  | -           | -           | -           | 2      | 0      |
| mar.-giu. 2014      | Tranmere Rovers     | FL1                 | 2          | 0          | FACup+CdL       | -               | -               | -                  | -                  | -                  | FLT         | -           | -           | 2      | 0      |
| 2014-2015           | Chesterfield        | FL1                 | 17+1       | 1+0        | FACup+CdL       | 0               | 0               | -                  | -                  | -                  | FLT         | 1           | 0           | 19     | 1      |
| 2015-2016           | Chesterfield        | FL1                 | 38         | 2          | FACup+CdL       | 2+1             | 1+0             | -                  | -                  | -                  | FLT         | -           | -           | 41     | 3      |
| 2016-gen. 2017      | Chesterfield        | FL1                 | 28         | 0          | FACup+CdL       | 2+1             | 0               | -                  | -                  | -                  | FLT         | 5           | 0           | 36     | 0      |
| Totale Chesterfield | Totale Chesterfield | Totale Chesterfield | 83+1       | 3+0        |                 | 6               | 1               |                    | -                  | -                  |             | 6           | 0           | 96     | 4      |
| gen.-giu. 2017      | Nottingham Forest   | FLC                 | -          | -          | FACup+CdL       | -               | -               | -                  | -                  | -                  | -           | -           | -           | -      | -      |
| 2017-gen. 2018      | MK Dons             | FL1                 | 22         | 3          | FACup+CdL       | 1+2             | 0+1             | -                  | -                  | -                  | FLT         | 3           | 3           | 28     | 7      |
| gen.-giu. 2018      | Northampton Town    | FL1                 | 12         | 0          | FACup+CdL       | -               | -               | -                  | -                  | -                  | FLT         | -           | -           | 12     | 0      |
| 2018-gen. 2019      | Nottingham Forest   | FLC                 | -          | -          | FACup+CdL       | -               | -               | -                  | -                  | -                  | -           | -           | -           | -      | -      |
| gen.-giu. 2019      | Motherwell          | SP                  | 17         | 2          | SC+CdL          | 1+0             | 0               | -                  | -                  | -                  | -           | -           | -           | 18     | 2      |
| 2019-2020           | Panaitōlikos        | SL                  | 14         | 1          | CG              | 1               | 0               |                    | -                  | -                  |             | -           | -           | 15     | 1      |
| Totale carriera     | Totale carriera     | Totale carriera     | 153        | 9          |                 | 11              | 2               |                    | -                  | -                  |             | 9           | 3           | 173    | 14     |